# Monorail de Gold Coast
Le monorail de Gold Coast était un réseau de monorail qui desservait le centre commercial de Broadbeach dans la conurbation de Gold Coast, en Australie. Il comportait une unique ligne, longue de 1,3 kilomètre. Mis en service en 1989, il a cessé son activité le 29 janvier 2017.

## Réseau
La ligne comportait trois stations : 
- Grand Mercure Hotel,
- Oasis Shopping Centre,
- Jupiter Casino.